# Шика да Силва
Франсиска да Силва де Оливейра (порт. Francisca da Silva de Oliveira), известная как Шика да Силва (порт. Chica da Silva, Xica da Silva) — бразильянка, ставшая известной потому, что, будучи рождённой в рабстве, сумела разбогатеть, достичь высокого положения в обществе и обзавестись собственными рабами. По мотивам её биографии был создан целый ряд произведений в литературе, музыке и кинематографе.

## Биография
По разным данным, да Силва родилась между 1730 и 1735 годами. Население штата Минас-Жерайс в то время, в отличие от других районов Бразилии, было преимущественно африканского происхождения, а численность рабов во много раз превосходила численность белого населения. В городе Серру население зарабатывало добычей золота и алмазов. Франсиска была дочерью португальца Антониу Каэтано де Са и порабощённой африканки Марии да Кошты, которая, вероятно, происходила из Гвинейского залива или Баии.
Первым владельцем Франсиски был Домингос да Кошта. Затем Франсиска была продана сержанту Мануэлу Пиресу Сардинье, от которого у неё был первый сын Симан Пирес Сардинья. Хотя Сардинья включил Симана в число своих наследников, он никогда официально не подтверждал отцовство. Третьим хозяином Франсиски был Жуан Фернандеш де Оливейра, владелец алмазного рудника и губернатор горнодобывающей промышленности Арраял-ду-Тижуко, один из самых богатых людей Бразилии. Поскольку Франсиска позже добавила «да Силва» в качестве фамилии, часто ошибочно делается вывод, что когда-то она принадлежала Жозе да Силве де Оливейре. Фамилия, однако, была очень распространена среди португальцев в то время и означала новое начало.
Источники полагают, что Франсиске была предоставлена свобода либо Жозе да Силвой де Оливейрой по просьбе Жуана Фернандеша, либо непосредственно Жуаном Фернандешем, когда он купил её у Пиреса Сардиньи в 1753 году. Получив свободу, Шика официально сменила имя на Франсиска да Силва де Оливейра, чтобы избавиться от истории своего рабства. Это оказалось полезным для её сына Симана Пиреса Сардиньи, который позже смог скрыть своё рабское происхождение и статус незаконнорождённого сына, чтобы получить престижный португальский титул рыцаря Ордена Христа.
Франсиска и Жуан не были официально женаты, они жили вместе несколько лет и имели 13 детей. Вскоре Шика стала владельцем дома в Тежуко. Дом имел множество предметов роскоши, включая обширный сад, собственную часовню, ванны, шкафчики, зеркала и кровати с балдахином, которые были редкостью в то время. Шика также владела многими рабами, которые помогали ей в доме и работали на шахтах. Она всячески подчёркивала свой статус с помощью дорогой одежды, богатого дома, рабов и смены имени. К концу жизни она прибавила к началу своего имени донна для большего престижа.
В 1770 году Жуану Фернандешу пришлось вернуться в Португалию и взять с собой четырёх сыновей от совместной жизни с Шикой, а также двух других её сыновей — Пласидо Пиреса Сардинью и Симана Пиреса Сардинью, которым португальский суд присвоил дворянские титулы. Их дочери остались с Шикой в Бразилии и были отправлены в монастырь в Макаубасе. Даже после отъезда Жуана в Португалию Шика сохранила своё положение. Она была членом братства Сан-Франсиско-ду-Карму (членами которого изначально могли быть только белые), братства Мерсес (предназначенного только для мулатов) и братства Розариу-ду-Сул (только для африканцев).
Шика да Силва умерла в 1796 году и была похоронена в церкви Сан-Франсиско де Ассис, привилегией захоронения в которой до того пользовались только богатые белые.

## Миф
История Шики часто использовалась для обозначения так называемой «расовой демократии» в Бразилии. Однако в настоящее время учёные утверждают, что она использовала метисацию и связи в качестве инструмента для достижения более высокого социального статуса, как это делали другие африканские бразильцы в то время. Историк Жуния Феррейра Фуртадо утверждает, что брак между белым мужчиной и чёрной женщиной в колониальном бразильском обществе позволял рабам изменить своё социальное положение и избежать расизма.
Отношения Жуана Фернандеша и Шики да Силвы стали скандалом в бразильском обществе. Шика да Силва стала одной из самых влиятельных женщин в колониальной Америке. Её изгнали из приходской церкви, которая была предназначена только для белых. Поэтому Фернандеш построила роскошную церковь, которую посещала только она сама. Однако Шика также посещала братства исключительно для белых, чтобы попытаться вписаться в существующую иерархию и узнать об их планах против неё и её народа.
Вопреки распространённому мнению, Шика также владела рабами, и известно, что она освободила только одного из них. В то время как в США бывшие рабы имели более единое движение, в Бразилии они пытались интегрироваться в белое общество, поскольку для метисов «отбеливание» себя было способом избежать напоминаний о своём рабском прошлом. Хотя у рабов не было никакого выбора, если хозяин или хозяйка решили использовать их в качестве сексуальных объектов, некоторые смогли использовать ситуацию, особенно в отношении своих потомков, которые были частично европейцами. Колониальный португальский менталитет был также более терпимым, чем американский, когда дело касалось их потомства смешанной расы. Англосаксонские рабовладельцы присваивали статус рабов своим собственным детям смешанных рас и продавали их другим хозяевам. Бразильцы обычно освобождали собственных детей смешанной расы и часто давали им благородные звания. Возможно, это произошло из-за нехватки португальских женщин, мигрировавших в Бразилию.

## В искусстве
- В 1976 году в Бразилии была снята комедия Шика[англ.];
- В 1976 году бразильский музыкант Жоржи Бен Жор выпустил альбом África Brasil[англ.], на котором была песня «Шика да Силва»;
- В 1985 году в репертуаре группы Boney M. появилась песня «Шика да Силва» (альбом «Eye Dance»);
- В 1996 году в Бразилии режиссёр Вальтер Аванчини по сценарию Валькира Карраско[англ.] снял теленовеллу «Шика да Силва». Новелла пользовалась успехом в нескольких странах. Таис Араужо, сыгравшая главную роль, была первой в Бразилии чернокожей актрисой, ставшей протагонистом мыльной оперы.